# Ryō Ishibashi
Ryo Ishibashi (石橋 凌 Ishibashi Ryō), nato Hideki Ishibashi (Kurume, 20 luglio 1956) è un attore e celebrità internazionale giapponese.
Ha raggiunto una grande popolarità nel mondo per aver recitato in Audition (1999) e Suicide Club (2002), due classici J-Horror di notevole successo. Egli è inoltre conosciuto anche grazie alla sua interpretazione del detective Nakagawa in The Grudge e The Grudge 2.

## Primi anni
Ryo Ishibashi è nato a Kurume, Fukuoka, il 20 luglio 1956. Prima di intraprendere la carriera di attore, Ishibashi suonava nella band ARB (Alexander's Ragtime Band), un gruppo rock giapponese, fondato nel 1977 e formato con Koya Naito, Ebi e Keith. Il musicista Jean-Jacques Burnel ha fatto parte della band per un breve periodo di tempo.
Con il gruppo, Ryo Ishibashi debuttò nel 1978, pubblicando una dozzina di album fino allo scioglimento del complesso, avvenuto nel 1990.
Sul finire degli anni '90, Ishibashi ha ripreso la sua attività musicale con gli ARB, con l'uscita dell'album Real Life nel 1998.

## Carriera cinematografica
Ishibashi ha iniziato la sua carriera di attore nel film A Hōmansu (ア·ホーマンス A Hōmansu), diretto da Yūsaku Matsuda nel 1986.
Ha raggiunto il successo internazionale recitando nei panni di un membro della yakuza in American Yakuza (1993), pellicola che ha permesso all'attore di calcare la scena statunitense.
Ishibashi è apparso in diversi film sia giapponesi che stranieri, tra i quali Moon Child (2003), lungometraggio horror giapponese in cui hanno recitato gli attori e cantanti giapponesi GACKT e Hyde, Kids Return (キッズ・リターン Kizzu Ritān) (1996) e War (2007).
Nel 1990, Ryo Ishibashi ha vinto il premio come miglior attore nell'undicesima edizione dello Yokohama Film Festival, con il film A Sign Days (Aサインデイズ A saindeizu), del 1989. Ha recitato anche in numerosi drama e film per la TV giapponesi.

## Vita privata
Ryo Ishibashi è sposato con l'attrice giapponese Mieko Harada dal 1987. La coppia ha tre figli.

## Filmografia parziale
- 1986: A Hōmansu
- 1989: A Sign Days
- 1993: American Yakuza
- 1994: Blue Tiger
- 1994: Narural Woman
- 1996: Back to Back
- 1996: Kids Return
- 1997: An Obsession
- 1999: Audition
- 2000: Brother
- 2002: Suicide Club
- 2003: Moon Child
- 2003: G@me
- 2004: The Grudge
- 2006: The Grudge 2
- 2006: Big Bang Love, Juvenile A
- 2007: Shamo (2007)
- 2007: War (2007)
- 2012: Gyakuten saiban (2012)[2]

## Televisione

### Dorama per la Televisione
- Kamisama no Boto (NHK / 2013) - Haruko
- Lady Joker (WOWOW / 2013) - Seiichi Shirai
- Wonderful Single Life | Kekkon Shinai (Fuji TV / 2012) - Toru Higuchi
- Unmei no Hito (TBS / 2012) - Suguru Anzai
- Mori no Asagao (TV Tokyo / 2010) - Eichiro Akashi (ep.6)
- Perfect Report | Paafekuto ripooto (Fuji TV / 2010) - ep.1
- Kenji Onijima Heihachiro (TV Asahi / 2010) - Yasuhiro Shikishima
- Anti-Terrorism Investigators | Gaiji Keisatsu (NHK / 2009) - Shotaro Ariga
- RESCUE (TBS / 2009)
- Giragira (TV Asahi / 2008)
- The Investigation Game | Hannin ni tsugu (2007)
- Rondo (TBS / 2006)
- Haru to Natsu | Haru E Natsu (NHK / 2005)
- Say Hello to Black Jack (TBS / 2003)
- Psycho Doctor (NTV / 2002) - ep. 6

### Film per la TV
- Aoi Hitomi to Nuage (WOWOW / 2007)
- The Queen Bee | Jyooubachi (Fuji TV / 2006)

## Doppiatori italiani
- Luca Semeraro in American Yakuza
- Marco Pagani in Audition
- Maurizio Reti in Brother
- Sergio Di Giulio in The Grudge